# Triple saut aux championnats du monde d'athlétisme en salle
Pour un article plus général, voir Championnats du monde d'athlétisme en salle.
Le triple saut masculin fait partie des épreuves inscrites au programme des premiers championnats du monde d'athlétisme en salle, en 1985, à Paris. Le concours féminin fait son apparition officielle en 1993 à Toronto après avoir été épreuve de démonstration en 1991.
La Vénézuélienne Yulimar Rojas est la triple-sauteuse la plus titrée dans cette compétition avec trois médailles d'or obtenues en 2016, 2018 et 2022. Avec deux médailles d'or remportées, le Suédois Christian Olsson ainsi que les Américains Mike Conley et Will Claye sont les athlètes masculins les plus titrés.
Les records des championnats du monde en salle sont actuellement détenus par le Français Teddy Tamgho, auteur de 17,90 m en finale des Mondiaux en salle 2010, et par Yulimar Rojas, qui établit un nouveau record du monde avec la marque de 15,74 m lors de l'édition 2022.

## Éditions
| Années | 87 | 89 | 91 | 93 | 95 | 97 | 99 | 01 | 03 | 04 | 06 | 08 | 10 | 12 | 14 | 16 | 18 | 22 | 24 | 25 | Total |
| ------ | -- | -- | -- | -- | -- | -- | -- | -- | -- | -- | -- | -- | -- | -- | -- | -- | -- | -- | -- | -- | ----- |
| Hommes | X  | X  | X  | X  | X  | X  | X  | X  | X  | X  | X  | X  | X  | X  | X  | X  | X  | X  | X  | X  | 20    |
| Femmes |    |    |    | X  | X  | X  | X  | X  | X  | X  | X  | X  | X  | X  | X  | X  | X  | X  | X  | X  | 17    |

## Hommes

### Historique
Le 19 mars 2016, Le Chinois Dong Bin est sacré champion du monde à Portland avec un saut à 17,33 m et confirme sa domination de la saison hivernale. Il devient à cette occasion le premier Chinois titré dans cette épreuve, devançant sur le podium l'Allemand Max Heß et le Français Benjamin Compaoré.

### Palmarès
| Édition | Or                            | Argent                       | Bronze                        |
| ------- | ----------------------------- | ---------------------------- | ----------------------------- |
| 1985    | Khristo Markov 17,22 m        | Lázaro Betancourt 17,15 m    | Lázaro Balcindes 16,83 m      |
| 1987    | Mike Conley 17,54 m (CR)      | Oleg Protsenko 17,26 m       | Frank Rutherford 17,02 m      |
| 1989    | Mike Conley 17,65 m (CR)      | Jorge Reyna 17,41 m          | Juan Miguel López 17,28 m     |
| 1991    | Ihar Lapchyne 17,31 m         | Leonid Voloshin 17,04 m      | Tord Henriksson 16,80 m       |
| 1993    | Pierre Camara 17,59 m (CR)    | Māris Bružiks 17,36 m        | Brian Wellman 17,27 m         |
| 1995    | Brian Wellman 17,72 m         | Yoelvis Quesada 17,62 m      | Serge Hélan 17,06 m           |
| 1997    | Yoel García 17,30 m           | Aliecer Urrutia 17,27 m      | Alexandr Aseledchenko 17,22 m |
| 1999    | Charles Friedek 17,18 m       | LaMark Carter 16,98 m        | Zsolt Czingler 16,98 m        |
| 2001    | Paolo Camossi 17,32 m         | Jonathan Edwards 17,26 m     | Andrew Murphy 17,20 m         |
| 2003    | Christian Olsson 17,70 m      | Walter Davis 17,35 m         | Yoelbi Quesada 17,27 m        |
| 2004    | Christian Olsson 17,83 m (WR) | Jadel Gregório 17,43 m       | Yoandri Betanzos 17,36 m      |
| 2006    | Walter Davis 17,73 m          | Jadel Gregório 17,56 m       | Yoandri Betanzos 17,42 m      |
| 2008    | Phillips Idowu 17,75 m        | Arnie David Girat 17,47 m    | Nelson Évora 17,27 m          |
| 2010    | Teddy Tamgho 17,90 m (WR)     | Yoandris Betanzos 17,69 m    | Arnie David Girat 17,36 m     |
| 2012    | Will Claye 17,70 m            | Christian Taylor 17,63 m     | Lyukman Adams 17,36 m         |
| 2014    | Ernesto Revé 17,33 m          | Pedro Pablo Pichardo 17,24 m | Marian Oprea 17,21 m          |
| 2016    | Dong Bin 17,33 m              | Max Heß 17,14 m              | Benjamin Compaoré 17,09 m     |
| 2018    | Will Claye 17,43 m            | Almir dos Santos 17,41 m     | Nelson Évora 17,40 m          |
| 2022    | Lázaro Martínez 17,64 m       | Pedro Pichardo 17,46 m       | Donald Scott 17,21 m          |
| 2024    | Hugues Fabrice Zango 17,53 m  | Yasser Triki 17,35 m         | Tiago Pereira 17,08 m         |
| 2025    | Andy Díaz 17,80 m             | Yaming Zhu 17,33 m           | Almir dos Santos 17,22 m      |

## Femmes

### Palmarès
| Édition | Or                            | Argent                         | Bronze                         |
| ------- | ----------------------------- | ------------------------------ | ------------------------------ |
| 1993    | Inessa Kravets 14,47 m (CR)   | Yolanda Chen 14,36 m           | Inna Lasovskaya 14,35 m        |
| 1995    | Yolanda Chen 15,03 m (WR)     | Iva Prandzheva 14,71 m         | Ren Ruiping 14,37 m            |
| 1997    | Inna Lasovskaya 15,01 m       | Ashia Hansen 14,70 m           | Šárka Kašpárková 14,66 m       |
| 1999    | Ashia Hansen 15,02 m          | Iva Prandzheva 14,94 m         | Šárka Kašpárková 14,87 m       |
| 2001    | Tereza Marinova 14,91 m       | Tatyana Lebedeva 14,85 m       | Tiombe Hurd 14,19 m            |
| 2003    | Ashia Hansen 15,01 m          | Françoise Mbango Etone 14,88 m | Kéné Ndoye 14,72 m             |
| 2004    | Tatyana Lebedeva 15,36 m (WR) | Yamilé Aldama 14,90 m          | Chrysopiyí Devetzí 14,73 m     |
| 2006    | Tatyana Lebedeva 14,95 m      | Anna Pyatykh 14,93 m           | Yamilé Aldama 14,86 m          |
| 2008    | Yargelis Savigne 15,05 m      | Marija Šestak 14,68 m          | Olga Rypakova 14,58 m          |
| 2010    | Olga Rypakova 15,14 m         | Yargeris Savigne 14,86 m       | Anna Pyatykh 14,40 m           |
| 2012    | Yamilé Aldama 14,82 m         | Olga Rypakova 14,63 m          | Mabel Gay 14,29 m              |
| 2014    | Ekaterina Koneva 14,46 m      | Olha Saladukha 14,45 m         | Kimberly Williams 14,39 m      |
| 2016    | Yulimar Rojas 14,41 m         | Kristin Gierisch 14,30 m       | Paraskeví Papahrístou 14,15 m  |
| 2018    | Yulimar Rojas 14,63 m         | Kimberly Williams 14,48 m      | Ana Peleteiro 14,40 m          |
| 2022    | Yulimar Rojas 15,74 m (WR)    | Maryna Bekh-Romanchuk 14,74 m  | Kimberly Williams 14,62 m      |
| 2024    | Thea LaFond 15,01 m           | Leyanis Pérez 14,90 m          | Ana Peleteiro-Compaoré 14,75 m |
| 2025    | Leyanis Pérez 14,93 m         | Liadagmis Povea 14,57 m        | Ana Peleteiro-Compaoré 14,29 m |